# Supporting Party Mountain
Der Supporting Party Mountain ist ein 560 m hoher Berg im westantarktischen Marie-Byrd-Land. Er ragt 5 km östlich des Mount Fridovich in den Harold Byrd Mountains auf.
Entdeckt wurde er im Dezember 1929 von der Mannschaft um den Geologen Laurence McKinley Gould (1896–1995) bei der ersten Antarktisexpedition (1928–1930) des US-amerikanischen Polarforschers Richard Evelyn Byrd. Namensgeber war die Unterstützungsmannschaft (englisch supporting party), die der Mannschaft um Gould logistisch half.